# Гаспар Янга
Гаспар Янга (ісп. Gaspar Yanga також відомий як Янга, Нага або Ньянга) — ватажок повстання чорних рабів Мексики (маронів), яке відбулося в 1570 в районі Кордови і Орисаба (нині центр міста Веракрус) в Мексиці. Вважався нащадком королівського роду з Габону.
Після невдалої спроби придушити повстання колоніальні влади Нової Іспанії в 1608 пішли на переговори з ним. Громада маронів була змушена кілька разів переселитися, поки в 1655 р. вона не осіла постійно в місцевості Сан-Лоренсо-де-Лос-Негрос, пізніше перейменованій на Сан-Лоренсо-Серральво, а 1932 р. в Янга.
Вже з 1523 р. відомі повідомлення про маронів, які втекли від рабства і оселилися в регіоні Оахака. У деяких випадках маронам вдалося відбити військові атаки і успішно вести переговори з колоніальною владою: вони отримали свободу і визнання своїх поселень.
Життя Гаспара Янга була забуте, поки згадки про нього в хроніках не виявив в 19-му столітті Вісенте Ріва Паласіо, який популяризував історію і домігся визнання його національним героєм Мексики.